# Dimidiochromis kiwinge
Dimidiochromis kiwinge és una espècie de peix de la família dels cíclids i de l'ordre dels perciformes.

## Morfologia
- Els mascles poden assolir 30 cm de longitud total i 515 g de pes.[1][2][3]

## Alimentació
Menja peixets, incloent-hi Engraulicypris sardella i espècies dels gèneres Copadichromis i Mchenga.

## Hàbitat
És una espècie de clima tropical entre 24 °C-26 °C de temperatura.

## Distribució geogràfica
Es troba a Àfrica: llac Malawi i llac Malombe.

## Observacions
Acostuma a caçar en parelles o en grups nombrosos.